# Paolo Sollier
Paolo Sollier (Chiomonte, 13 gennaio 1948) è un ex calciatore e allenatore di calcio italiano, di ruolo centrocampista.

## Biografia

Sollier sfoglia il Quotidiano dei lavoratori a metà degli anni 70 con il collega Giancarlo Raffaeli

Figlio di un dipendente dell'azienda elettrica, crebbe nel quartiere Vanchiglietta di Torino dove, in giovane età, si avvicinò all'impegno sociale col Gruppo Emmaus e con Mani Tese, che definisce «gruppi cattolici del dissenso». Lasciata l'associazione, nel 1968 si iscrisse alla facoltà di scienze politiche, che però abbandonò dopo un anno per lavorare allo stabilimento Mirafiori della FIAT.
Successivamente svolse l'attività di calciatore a tempo pieno, senza però rinunciare all'impegno politico: «la critica principale che mi è stata rivolta [è come si conciliava la mia militanza a sinistra con i guadagni da calciatore, ndr], ma il mio era lo stipendio di un buon impiegato. Se mi sentivo un privilegiato era per un altro motivo, perché facevo il lavoro dei miei sogni, il calciatore. Una fortuna che capita a pochi».
La sua notorietà è dovuta principalmente al libro Calci e sputi e colpi di testa, pubblicato nel 1976, nel quale il calciatore racconta la propria militanza in Avanguardia operaia e descrive il mondo del calcio da un punto di vista alternativo rispetto ai colleghi: nell'occasione venne deferito dalla FIGC. Diventa emblematico il suo saluto col pugno chiuso rivolto ai tifosi del Perugia, un gesto che gli provoca l'antipatia delle curve di stampo neofascista, in particolar modo quella della Lazio; ebbe a ricordare anni dopo: «non era propaganda. Non era un gesto indirizzato ai tifosi ma a me stesso, per ricordarmi ogni volta chi fossi e da dove venivo. E per far sapere ai miei amici che restavo quello di sempre. Il ragazzo che al campetto, tanti anni prima, così si rivolgeva a loro. Con quello che per noi era un segno di riconoscimento».
Dopo il ritiro dall'attività agonistica, collabora con quotidiani e riviste, tra cui Reporter, Il Mattino di Padova, Tuttosport e MicroMega. Allena per qualche anno squadre di categorie inferiori e nel 2008 pubblica il libro Spogliatoio, scritto a quattro mani con Paolo La Bua, ed esce la riedizione di Calci e sputi e colpi di testa, completata da articoli dell'epoca e recensioni.

## Carriera

### Giocatore
Nei primi anni 70 gioca in Serie C con Cossatese e Pro Vercelli. Si trasferisce in seguito al Perugia dove, a metà del decennio, dapprima contribuisce alla vittoria nel campionato di Serie B e poi partecipa alla prima stagione in Serie A della squadra umbra. Milita quindi per un triennio nel Rimini tra i cadetti, per proseguire la carriera in Serie C, di nuovo a Vercelli e poi nella Biellese.
In carriera ha totalizzato complessivamente 21 presenze in Serie A e 124 presenze e 11 reti in Serie B.

### Allenatore
Terminata l'esperienza da giocatore, Sollier diventa allenatore, con una carriera vissuta essenzialmente nel calcio dilettantistico.
Dal 2005 è inoltre il tecnico dell'Osvaldo Soriano Football Club, la selezione calcistica degli scrittori.

## Palmarès

### Giocatore
- Campionato italiano Serie D: 1

Cossatese: 1971-1972 (girone A)
- Campionato italiano di Serie B: 1

Perugia: 1974-1975
- Campionato Interregionale: 1

Biellese: 1982-1983 (girone A)

### Allenatore
- Campionato di Eccellenza: 1

Sancolombano: 1997-1998 (girone B Lombardia)

## Opere
- Paolo Sollier, Calci e sputi e colpi di testa - Riflessioni autobiografiche di un calciatore per caso, Gammalibri, 1976.
- Paolo Sollier e Paolo La Bua, Spogliatoio, Kaos Edizioni, 2008.